# Trhypochthonius montanus
Trhypochthonius montanus är en kvalsterart som beskrevs av Thomas van der Hammen 1955. Trhypochthonius montanus ingår i släktet Trhypochthonius och familjen Trhypochthoniidae. Inga underarter finns listade i Catalogue of Life.